# أنخيل ألفونسو مارتينيز
أنخيل ألفونسو مارتينيز (بالإسبانية: Ángel Alfonso Martínez)‏ (4 سبتمبر 1965 في المكسيك - ) هو لاعب كرة قدم مكسيكي في مركز الدفاع.